# Enana de Pegaso
La Galaxia Enana de Pegaso, también llamada Galaxia Enana Irregular de Pegaso o PegDIG, es una galaxia enana e irregular en la constelación de Pegaso. De magnitud aparente 13,2, es una galaxia de baja luminosidad superficial. Fue descubierta en la década de 1950 por Albert G. Wilson. 
Con un diámetro de aproximadamente 1000 años luz, es una galaxia con poblaciones estelares con bajos contenidos en metales. Aunque ha habido cierta controversia en cuanto a la distancia de esta galaxia respecto a nosotros, con valores entre 6 y 2,5 millones de años luz, la distancia más comúnmente aceptada, 3 millones de años luz, la sitúan dentro del Grupo Local. Es posible que sea una galaxia satélite de la Vía Láctea muy alejada.

Nota: La Galaxia Enana de Pegaso no debe ser confundida con Andrómeda VI, también llamada Galaxia Enana Esferoidal de Pegaso (Peg dSph) o Pegaso II.